# Цаболов, Руслан Лазаревич
Русла́н Ла́заревич Цабо́лов (1926, Владикавказ, Северо-Осетинская АО, Северо-Кавказский край, РСФСР, СССР — 2003) — советский и российский филолог-востоковед, курдолог.

## Биография
Родился во Владикавказе. В эвакуации жил в Грузии. Вернулся в Орджоникидзе в 1946 году. В 1947 переехал в Ленинград, поступил в ЛГУ и до 1952 учился на иранском отделении восточного факультета. С 1951 года работал библиотекарем в Публичной библиотеке. В 1955 году окончил аспирантуру Института языкознания АН СССР. С 1959 года жил в Москве. С апреля 1964 по июнь 1966 находился на работе в аппарате экономического советника посольства СССР в Афганистане в качестве редактора. С 1967 по 2003 — научный сотрудник отдела языков народов Азии и Африки ИВ АН.
В 1968—70 преподавал персидский язык в ИСАА. В 1978 в ИВ АН СССР защитил диссертацию по теме «Историческая грамматика курдского языка» на соискание учёной степени доктора филологических наук.

## Основные труды
- К истории осетинских превербов // Изв. Сев.-Осет. НИИ. 1957. Т. 19;
- Составные глаголы в осетинском языке // Там же. 1964. Т. 24, вып. 1;
- Основы прошедшего времени на -г- в курдском языке // Индийская и иранская филология: вопр. лексикологии. М., 1971;
- К истории курдских гласных // Исследования по восточным языкам. М., 1973;
- Спирант f в курдском // Очерки фонологии восточных языков. М., 1975;
- К проблеме сравнительно-исторического изучения морфологии иранских языков: имя существительное в курдском языке // Народы Азии и Африки. 1976. № 4;
- Очерк истории фонетики курдского языка. М., 1976;
- Очерк истории морфологии курдского языка. М., 1978;
- Комментарий к тексту поэмы М. Ф. Тайрана «Шейх Сан’ан». М., 1985;

- Словарь-конкорданс к поэме М. Ф. Тайрана «Шейх Сан’ан». М., 1985;
- Осетинские этимологии // Иранский сборник. М., 1987;
- Особенности изафонетной конструкции в курдском языке // Ирано-афразийские языковые контакты. М., 1987. Вып. 1;
- Некоторые вопросы проблемы заимствований в курдском языке // Ирано-афразийские языковые контакты. М., 1991;
- Этимологический словарь курдского языка. М., 2001—10. Т. 1—2[2].